# 基列頓·列比路
基列頓·列比路（Gilton Ribeiro，1989年3月25日—），巴西职业足球运动员，现效力于日本職業足球聯賽球会鹿島鹿角队。